# Ðuro Ðukanović
Ðuro Ðukanović (1902, data de morte desconhecida) foi um ciclista iugoslavo. Competiu na prova individual e por equipes do ciclismo de estrada nos Jogos Olímpicos de 1924, disputadas na cidade de Paris, França.